# 등각다각형
등각다각형이란 모든 내각의 크기가 같은 다각형이다. 정다각형은 등변다각형일 뿐 아니라 모든 각의 크기도 같다. 따라서 정다각형은 등각다각형이며, 원에 내접하면서 동시에 원에 외접한다. 등각다각형은 외각의 크기도 모두 같으므로 한 외각의 크기는 정다각형과 같이 360°를 그 꼭짓점 개수로 나누어서 구할 수 있다. 등변다각형은 오목할 수도 있고, 심지어 단순하지 않고 교차하는 선분으로 인해 꼭짓점이 아닌 교점을 가질 수도 있지만, 등각다각형은 모든 각의 크기가 같다는 조건이 있어 항상 볼록 등각다각형 만이 존재할 수 있다. 그러므로 등각다각형은 항상 단순하다. 다만 여기에서 변이 5개 이상인 경우 등각다각형에서 평행하지 않은 두 변을 연장하고 한 점에서 만났을 때 두 선분을 이으면 교차하는 다각형이 되는데, 이것의 쌍대는 오목 등변다각형이다. 또한 이러한 성질 때문에 등변다각형과 쌍대이다. 이는 직사각형이 마름모의 쌍대라는 점을 고려하면 이해가 쉽다. 삼각형이 모든 각의 크기가 같으려면 역시나 변의 길이도 모두 같아야 하므로 등변삼각형 및 등각삼각형이 되는 것도 역시나 정삼각형으로 같으며, 등각사각형은 직사각형이다.

정다각형은 모두 등각다각형이면서 등변다각형인데, 항상 볼록하고 단순하다. 위의 그림은 정십이각형이다.

## 같이 보기
- 등변다각형
- 정다각형
- 볼록 다각형
- 오목 다각형
- 단순 다각형
- 단순하지 않은 다각형
- 원에 내접하는 다각형
- 다각형